# Believe (албум Диме Билана)
Believe (срп. Веруј) је пети студијски албум руског поп певача Диме Билана који је објављен 2009.

## Списак композиција
На албуму се налазе следеће песме: